# April Ross
April Elizabeth Ross (Costa Mesa, 20 de junho de 1982) é uma jogadora de voleibol de praia estadunidense.
Kessy participou dos Jogos Olímpicos de 2012, em Londres, onde conseguiu chegar junto com sua parceira Jennifer Kessy, surpreendentemente a final, após derrotarem as favoritas, a dupla brasileira: Juliana e Larissa por 2–1 em sets. fazendo o uma inédita final americana no vôlei, junto com sua parceira.
Ao lado de Alexandra Klineman, conquistou o ouro em Tóquio 2020 a derrotar Mariafe Artacho del Solar e Taliqua Clancy na final por 21-15 e 21-16.